# Kisszentmiklós (Arad)
Kisszentmiklós (románul Sânnicolaul Mic) korábban önálló falu volt Aradtól délkeletre, ma Arad egyik városrésze.

## Fekvése
Aradtól délkeletre, Újarad keleti szomszédjában fekvő település.

## Története
Nevét 1489-ben említette először oklevél Zenthmiklos alakban. 1808-ban Szentmiklós (Kis-), 1913-ban Kisszentmiklós néven írták.
1910-ben 2871 lakosából 377 fő magyar, 1359 német, 1110 román volt. Ebből 1622 fő római katolikus, 64 református, 1121 görögkeleti ortodox volt.
A trianoni békeszerződés előtt Temes vármegye Újaradi járásához tartozott.